# Ormányos kakadu
Az ormányos kakadu (Cacatua tenuirostris) a madarak osztályának a papagájalakúak (Psittaciformes) rendjéhez és a kakadufélék (Cacatuidae) családjához tartozó faj.

## Előfordulása
Ausztrália délkeleti részén honos.

## Megjelenése
Testhossza 37 centiméter, szárnyfesztávolsága 80–90 centiméter, testtömege pedig 640 gramm. Csupasz kék szemgyűrűje van. Tollazata fehér, kivéve a szeme és csőre között egy vörös foltot és a nyakán egy vörös csíkot.

## Szaporodása
Fészekalja két-három tojásból áll, melyen 24 napig kotlik. A fiókák kirepülési ideje 7-10 hét közötti.

## Külső hivatkozás
- Képek az interneten a fajról
- Ibc.lynxeds.com - videók a fajról
- Birdsinbackyards.net